# Elettromoltiplicatore a dinodi separati
Un elettromoltiplicatore a dinodi separati o elettromoltiplicatore a dinodi discreti è un rivelatore/amplificatore di segnale del tipo degli elettromoltiplicatori.
Funziona tramite il processo di emissione secondaria: un elettrone bombarda un piatto di materiale metallico emissivo (dinodo) che emette da uno e tre elettroni.
In questo tipo di elettromoltiplicatore si utilizzano molti piatti e si applica un potenziale elettrico tra un piatto e un altro il processo si ripete su ogni piatto, amplificando il segnale.
Trovano largo impiego in spettrometria di massa.